# Медаль Прайса
Медаль Прайса (англ. Price Medal) — награда Королевского астрономического общества, присуждаемая за выдающиеся исследования в геофизике, океанографии, или науках о земле. Названа в честь британского геофизика Альберта Томаса Прайса.

## Награждённые медалью Прайса
- 1994 Д. А. Якобс
- 1997 К.Констебль
- 2000 Ж.-Л. Ле Муел
- 2003 И.Кеминд
- 2005 Д.Фаулджер
- 2007 Э.Джексон
- 2009 М.Сембридж
- 2013 Кэтрин Уэйлер[2]
- 2014 Сет Стейн
- 2015 Джон Бродхолт[3]
- 2016 Джон Тардуно[4]